# Jezioro Leśne (Szczecinek)
Jezioro Leśne (inne nazwy lokalne: Polskie Sosny, Czarnobór) – niewielkie jezioro położone w Czarnoborze, części Szczecinka. Na jego północno-wschodnim brzegu znajduje się popularne kąpielisko oraz niewielkie pole biwakowe.